# Euteliidae
De Euteliidae zijn een familie van vlinders in de superfamilie Noctuoidea. De familie telt zo'n 520 beschreven soorten in bijna dertig geslachten. Deze groep wordt ook wel beschouwd als een onderfamilie Euteliinae van de familie der spinneruilen (Erebidae). In de revisie van de orde Lepidoptera door Van Nieukerken et al. (2011) werd dit taxon als zelfstandige familie opgevat, en die visie is hier gevolgd. De wetenschappelijke naam van de familie werd gepubliceerd in 1882 door Augustus Radcliffe Grote. Het typegeslacht is Eutelia.

## Enkele geslachten
- Anigraea Walker, 1862
- Anigraeopsis Warren, 1914
- Anuga Guenée, 1858
- Aon Neumoegen, 1892
- Aplotelia Warren, 1914
- Atacira Swinhoe, 1900
- Caligatus Wing, 1850
- Chlumetia Walker, 1866
- Erysthia Walker, 1862
- Eutelia Hübner, 1823
- Euteliella Roepke, 1938
- Marathyssa Walker, 1865
- Mimanuga Warren, 1913
- Noctasota Clench, 1954
- Pacidara Walker, 1865
- Paectes Hübner, 1818
- Parelia Berio, 1957
- Pataeta Walker, 1858
- Penicillaria Guenée, 1852
- Phlegetonia Guenée, 1852
- Targalla Walker, 1858
- Thyriodes Guenée, 1852
- Tibiocillaria Bethune-Baker, 1906